# Delray Beach International Tennis Championships 2012
Il Delray Beach International Tennis Championships 2012 è stato un torneo di tennis giocato sul cemento. È stata la 20ª edizione del Delray Beach International Tennis Championships, che fa parte della categoria ATP World Tour 250 series nell'ambito dell'ATP World Tour 2012. Si è giocato al Delray Beach Tennis Center di Delray Beach negli Stati Uniti, dal 27 al 4 marzo 2012. All'interno della competizione si è svolto un torneo giocato dalle leggende del tennis (ATP Champions Tour).

## Partecipanti

### Teste di serie
| Nazionalità | Giocatore          | Ranking* | Testa di serie |
| ----------- | ------------------ | -------- | -------------- |
| Stati Uniti | John Isner         | 13       | 1              |
| Croazia     | Marin Čilić        | 21       | 2              |
| Serbia      | Viktor Troicki     | 22       | 3              |
| Stati Uniti | Andy Roddick       | 27       | 4              |
| Francia     | Julien Benneteau   | 29       | 5              |
| Russia      | Alex Bogomolov Jr. | 33       | 6              |
| Sudafrica   | Kevin Anderson     | 36       | 7              |
| Australia   | Bernard Tomić      | 37       | 8              |

* Ranking al 20 febbraio 2012.

### Altri partecipanti
I seguenti giocatori hanno ricevuto una wild-card per il tabellone principale:
- Tommy Haas
- Denis Kudla
- Jesse Levine

I seguenti giocatori sono entrati in tabellone passando dalle qualificazioni:

- Marinko Matosevic
- Michael Yani
- Austin Krajicek
- Tim Smyczek

## Punti e montepremi
Il montepremi complessivo è di 442.500 $.
| Torneo    | Torneo              | V      | F      | SF     | QF     | 2T    | 1T    | Q  | Q3  | Q2  | Q1 |
| Singolare | Punti               | 250    | 150    | 90     | 45     | 20    | 0     | 12 | 6   | 0   | 0  |
| Singolare | Premi in denaro ($) | 75.580 | 39.900 | 21.620 | 12.320 | 7.255 | 4.300 | –  | 730 | 350 | 0  |
| Doppio    | Punti               | 250    | 150    | 90     | 45     | 0     | –     | –  | –   | –   | –  |
| Doppio    | Premi in denaro ($) | 24.270 | 12.760 | 6.910  | 3.960  | 2.320 | –     | –  | –   | –   | –  |

## Campioni

### Singolare
Kevin Anderson ha sconfitto in finale  Marinko Matosevic per 6-4, 7–6(2).
- È il primo titolo del 2012 per Anderson, il secondo in carriera.

### Doppio
Colin Fleming /  Ross Hutchins hanno sconfitto in finale  Michal Mertiňák /  André Sá per 2-6, 7–6(5), [15-13].

## Altri eventi

### Partecipanti
| Nazionalità | Giocatore        |
| ----------- | ---------------- |
| Stati Uniti | Ivan Lendl       |
| Spagna      | Carlos Moyá      |
| Stati Uniti | Michael Chang    |
| Australia   | Pat Cash         |
| Stati Uniti | Aaron Krickstein |
| Svezia      | Mikael Pernfors  |
| Stati Uniti | Jimmy Arias      |
| Sudafrica   | Johan Kriek      |

- Valido per l'ATP Champions Tour

## Campione

### Singolare leggende
Carlos Moyá ha battuto in finale  Ivan Lendl per 6-4, 6-4.